# Synema vallottoni
Synema vallottoni är en spindelart som beskrevs av Roger de Lessert 1923. Synema vallottoni ingår i släktet Synema och familjen krabbspindlar. Inga underarter finns listade i Catalogue of Life.